# Domingo Cisma
Domingo Cisma González (* 9. Februar 1982 in Sevilla) ist ein ehemaliger spanischer Fußballspieler.

## Spielerkarriere

### Die Anfänge
Domingo Cisma startete seine Karriere als Fußballer beim Amateurclub Ayamonte CF, wo er in der Saison 2002/03 ein Jahr lang spielte. Anschließend bekam er die Möglichkeit zum B-Team von Atlético Madrid zu wechseln. Dort wurde er in der zweiten Saison Stammspieler in der Segunda División B, nachdem er bereits in der ersten Spielzeit regelmäßig für die "Colchoneros" zum Einsatz kam.

### UD Almería
Im Sommer 2005 wechselte Domingo Cisma zum spanischen Zweitligisten UD Almería. Dort spielte der Verteidiger regelmäßig, konnte sich aufgrund der großen Konkurrenz in der Abwehr nicht durchsetzen. Während er im Aufstiegsjahr 2006/07 zumindest die Hälfte der Spiele bestritt, kam er in der Saison 2007/08 kaum noch zum Zuge.

## Titel und Erfolge
- 2006/07 – Aufstieg in die Primera División mit UD Almería